# Seznam nemških letalskih asov prve svetovne vojne
Seznam nemških letalskih asov prve svetovne vojne je urejen po številu doseženih letalskih zmag.
| - Manfred von Richthofen - 80 - Ernst Udet - 62 - Erich Löwenhardt - 53 - Werner Voss - 48 - Fritz Rumey - 45 - Rudolph Berthold - 44 - Paul Baumer - 43 - Josef Jacobs - 41 - Bruno Lörzer - 41 - Oswald Bölcke - 40 - Franz Buchner - 40 - Lothar von Richthofen - 40 - Karl Menckhoff - 39 - Heinrich Gontermann - 39 - Max Muller - 36 - Julius Buckler - 35 - Gustav Dorr - 35 - Eduard von Schleich - 35 - Josef Veltjens - 34(35?) - Otto Könnecke - 33 - Kurt Wolff - 33 - Heinrich Bongartz - 33 - Theo Osterkamp - 32(+6 WWII) - Emil Thuy - 32 - Paul Billik - 31 - Karl Bolle - 31 - Gotthard Sachsenberg - 31 - Karl Allmenroder - 30 - Karl Degelow - 30 - Heinrich Kroll - 30 - Josef Mai - 30 - Ulrich Neckel - 30 - Karl Schaefer - 30 - Hermann Frommerz - 29 - Walter von Bulow - 28 - Walter Blume - 28 - Fritz von Roth - 28 - Fritz Bernert - 27 - Otto Fruhner - 27 - Hans Kirschstein - 27 - Karl Thom - 27 - AdoIf von Tutschek - 27 - Kurt Wusthoff - 27 - Harald Auffahrt - 26 - Oscar von Bönigk - 26 - Eduard Dostler - 26 - Arthur Laumann - 26 - Oliver von Beaulieu-Marconnay - 25(26?) - Robert von Greim - 25 - Georg von Hantelmann - 25(27?) - Max Nather - 25 - Fritz Putter - 25 - Erwin Bohme - 24 - Hermann Becker - 23 - Georg Meyer - 23 - Hermann Göring - 22 - Hans Klein - 22 - Hans Pippart - 22 - Werner Preuss - 22 - Karl Schlegel - 22 - Rudolph Windisch - 22 - Hans Adam - 21 - Friedrich Christiansen - 21 - Fritz Friedrichs - 21 - Fritz Hohn - 21 - Friedrich Altemeir - 20 - Hans Bethge - 20 - Rudolph von Eschwege - 20 - Walter Göttsch - 20 - Friedrich Noltenius - 20 - Wilhelm Reinhard - 20 - Gerhard Fieseler - 19 - Wilhelm Frankl - 19 - Otto Kissenberth - 19 - Otto Schmidt - 19 - Hartmuth Baldamus - 18 - Franz Hemer - 18 - Oskar Hennrich - 18 - Kurt Wintgens - 18 - Waiter Boning - 17 - Ernst Hess - 17 - Franz Ray - 17 - Hans Rolfes - 17 - Josef Schwendemann - 16 - Hans Böhning - 16 - Hans von Freden - 16 - Ludwig Hantstein - 16 - Rudolf Klimke - 16 - Karl Odebrett - 16 - Hans Weiss - 15 - Albert Dossenbach - 15 - Christian Donhauser - 15 - Albert Haussmann - 15 - Aloys Heldmann - 15 - Max Immelmann - 15 - Johannes Klein - 15(17?) - Otto Loffler - 15 - Victor von Pressentin - 15 - Theodor Quandt - 15 - Julius Schmidt - 15 - Kurt Schneider - 14 - Ernst Bormann - 14(16?) - Rudolf Francke - 14 - Edmund Nathanäl - 14 - Franz Piechurek - 14 - Karl Plauth - 14 - Wilhelm Seitz - 14 - Emil Schape - 14 - George Schlenker - 14 - Paul Strähle - 14 - Rudolf Wendelmuth - 14 - Karl Bohnenkamp - 13 - Hans-Joachim Buddecke - 13 - Siegfried Buttner - 13 - Hemrich Geigl - 13 - Robert Heibert - 13 - Reinhold Jorke - 13 - Johann Janzen - 13 - Christel Mesch - 13 - Otto Rosenfeld - 13 - Kurt Schänfelder - 13 - Erich Rudiger von Wedel - 13 - Erich Buder - 12 - Diether Coilin - 12 - Theodor Cammann - 12 - Gottfried Ehmann - 12 - Otto Esswein - 12 - Sebastian Festner - 12 - Walter Hohndorf - 12 - Max Kuhn - 12 - Hans Müller - 12(13?) - Friedrich Manschott - 12 - Franz Sehleiff - 12 - Richard Wenzl - 12 - Heinrich Arntzen - 11 - Joachim von Busse - 11 - Raven von Barnekow - 11 - Kurt von Döring - 11 - Xaver Dannhuber - 11 - Heinz Dreckmann - 11 - Willi Gabriel - 11 - Stephan Kirmaier - 11 - Hans von Keudell - 11 - Alfred Lindenberger - 11 - Fritz Lörzer - 11 - Hans Karl Muller - 11 - Hermann Pfeiffer - 11 - Hugo Schäfer - 11 - Renatus Theiller - 11 - Paul Aue - 10 - Dietrich Averes - 10 - Hans Berr - 10 - Franz Brandt - 10 - Fritz Classen - 10 | - Martin Dehmisch - 10 - Wilhelm Frickart - 10 - Justus Grassman - 10 - Max Mulzer - 10 - Rudolf Matthäi - 10 - Alfons Nagler - 10 - Wilhelm Neuenhofen - 10 - Hans Schüz - 10 - Werner Steinhauser - 10 - Paul Turck - 10 - Erich Thomas - 10 - Bernhard Ultsch - 10 - Paul Wenzel - 10 - Joachim Wolff - 10 - Ernst von Althaus - 9 - Arno Bezler - 9 - Otto Brauneck - 9 - Albert Dietlen - 9 - Otto Fitzner - 9 - Karl Gallwitz - 9 - Friedrich Huffzky - 9 - Egon Köpssch - 9 - Herbert Knappe - 9 - Fritz Kosmahl - 9 - Walter Kypke - 9 - Gustav Leffer - 9 - Paul Lotz - 9 - Herbert Mahn - 9 - Hans von der Marwitz - 9 - Eberhardt Mohicke - 9 - Hans Muller - 9 - Hans Nulle - 9 - Karl Pech - 9 - Karl Schattauer - 9 - Leopold Anslinger - 8 - Aloys Brandenstein - 8 - Konrad Brendle - 8 - Gunther Dobberke - 8 - Friedrich Ehmann - 8 - Walter Evers - 8 - Max Gossner - 8 - Wolfgang Guttler - 8 - Willi Hippert - 8 - Hans Hoyer - 8 - Paul Huttenrauch - 8 - Willi Kampe - 8 - Artur Korff - 8 - Fritz Kieckhaefer - 8 - Albert Mendel - 8 - Kurt Monnington - 8 - Otto Parschau - 8 - Friedrick Puschke - 8 - Wolfram von Richthofen - 8 - Karl Ritscherle - 8 - Richard Runge - 8 - Karl von Schnebeck - 8 - Hans Schilling - 8 - Viktor Schobinger - 8 - D. R. Wilhelm Schwartz - 8 - Fritz Thiede - 8 - Georg Weiner - 8 - Gustav Klaudat - 7 - Franz Walz - 7 - Gerhard Anders - 7 - Karl Bohng - 7 - Gerhard Bassenge - 7 - Helmut Brunig - 7 - Ludwig Beckman - 7 - Otto Creutzmann - 7 - Helmut Diltheg - 7 - Hans Gandert - 7 - Hans von Häbler - 7 - Otto Hartmann - 7 - Herman Habich - 7 - Kurt Jacob - 7 - Martin Johns - 7 - Max Kahlow - 7 - Franz Kirchfeld - 7 - Emil Koch - 7 - Wilhelm Kuhne - 7 - Hans Kummetz - 7 - Helmut Lange - 7 - Hermann Leptien - 7 - Albert Lux - 7 - Heinrich Maushake - 7 - Albert Mendel - 7 - Kurt Monnington - 7 - Alfred Niederhoff - 7 - Hennig von Osteroth - 7 - Richard Plange - 7 - Johann Putz - 7 - Fritz Riemer - 7 - Willi Rosentein - 7 - Gustav Scneidewind - 7 - Edgar Scholz - 7 - Georg Strasser - 7 - Franz Walz - 7 - Hans Werner - 7 - Wilhelm Zorn - 7 - Karl Arnold - 6 - Johann Baur - 6 - M-W. Bretschneider-Bodener - 6 - Paul Bona - 6 - Adolf Borchers - 6 - Harry von Bulow-Bothcamp - 6(+18 WWII) - Hermann Dahlmann - 6 - Karl Deilmann - 6 - Julius Fichter - 6 - Gustav Fradrich - 6 - Friedrich Gille - 6 - Hermann Gilly - 6 - Gisbert-Wilhelm Groos - 6 - Fritz Grosch - 6 - Adolf Gutknecht - 6 - Heinrich Haase - 6 - Erich Hahn - 6 - Georg Hengl - 6 - Heinrich Heinkel - 6 - Albert Hets - 6 - Robert Hildebrandt - 6 - Josef Hohlg - 6 - Otto Hohne - 6 - Michael Hutterer - 6 - Johaness Jensen - 6 - Erich Just - 6 - Hans Imelmann - 6 - Gustav Claudat - 6 - Erich König - 6 - Hans Korner - 6 - Fritz Krebs - 6 - Hermann Kunz - 6 - Alfred Lenz - 6 - Ludwig Luer - 6 - Friedrich Mallinkckrodt - 6 - Hans Mettlich - 6 - Alfred Mohr - 6 - Werner Niethammer - 6 - Hans Oberlander - 6 - Arthur Rahn - 6 - Rudolph Rienau - 6 - Karl Schmukle - 6 - Willi Schulz - 6 - Gunther Schuster - 6 - Heinrich Seywald - 6 - Erich Sonneck - 6 - Hermann Sonntag - 6 - Otto Splitgerber - 6 - Rudolf Stark - 6 - Georg Staudacher - 6 - Kurt Student - 6 - Karl Treiber - 6 - Reinhard Treptow - 6 - Kurt Ungewitter - 6 - Hans Waldhausen - 6 - Erich Mix - 3(+13 WWII) |